# Agnat
Agnat (von lateinisch agnatus „der Hinzu-/Nachgeborene“) bezeichnete im Römischen Recht einen männlichen Blutsverwandten, der in ununterbrochener männlicher Linie und ehelich legitimiert von einem gemeinsamen Ahnherrn abstammt. Cognat oder Kognat („mitgeboren“) umfasste alle anderen Blutsverwandten inklusive weiblicher.

## Begriff
Die Angehörigen der agnatischen Stammlinie waren ausschließlich Männer, die Agnaten – mit Ausnahme noch lebender unverheirateter und bruderloser Töchter, der Agnatinnen. Diese konnten allerdings die Agnation (Blutsverwandtschaft väterlicherseits) nicht über ihre Nachkommen fortsetzen, denn sie mussten nach einer Heirat zu ihrem jeweiligen Ehemann ziehen, ihre Kinder übernahmen dessen Familiennamen und führten dessen Linie weiter, nicht die Linie ihrer Mutter oder deren Vaters.
Alle jemals innerhalb der agnatischen Linie geborenen Töchter wurden zwar als „kognatisch“ (lateinisch „mitgeboren“) angesehen, gehörten aber nicht zum agnatischen „Mannesstamm“ (auch keine eingeheirateten Frauen). Agnatisch gesehen war ein Sohn nicht mit den Schwestern seines Vaters (Tanten) verwandt, streng genommen nicht einmal mit seinen eigenen Schwestern.
Eine Abstammungsregel, bei der ein Sohn seine soziale Position, Status und Besitz nur von seinem Vater übertragen bekommt, wird ethnosoziologisch als patrilinear bezeichnet („in der Linie des Vaters“: Väterlinie), oder als vaterrechtlich. Die agnatische Sichtweise von Töchtern unterscheidet sich aber von anderen patrilinearen Systemen, bei denen auch die Frauen Mitglieder der patrilinearen Abstammungsgruppe sind, wobei allerdings nur die männlichen Mitglieder der Patri-Linie die Mitgliedschaft in der Linie an ihre Nachkommen weitergeben können, auch an ihre Töchter.
In modernen Rechtssystemen hat die Agnation jede Bedeutung verloren (mit Ausnahme der Thronfolge im japanischen Kaiserhaus). Eine besondere Rolle im alten deutschen Recht spielte sie in der Lehre von der Rechtsnachfolge (Sukzession) in Lehen und Familienfideikommissen des Adels: Solange noch ein Agnat – sei es auch aus einer noch so entfernten Seitenlinie – lebte, war die Nachfolgefähigkeit irgendeines weiblichen Familienmitglieds ausgeschlossen (auch die einer Agnatin im Sinne des römischen Rechts). Wenn beim Hohen Adel ausnahmsweise eine weibliche Linie zum Zug kam, weil es keinen durch Agnation oder Erbverbrüderung zur Nachfolge berechtigten Prinzen gab, galt von da an wieder der Grundsatz der Vererbung der Kronrechte nach der agnatisch-linearen Erbfolge. Noch heute enthalten viele „Hausgesetze“ von Adelsfamilien alte Regelungen für solche Fälle.

## Unterscheidung Agnat – Cognat
Das römische Recht traf zwei Unterscheidungen bezüglich Verwandtschaft:
- Cognatio: jede natürliche Blutsverwandtschaft; sie beruhte allein auf der Zeugung und der dadurch entstandenen „Gemeinschaft des Blutes“.
- Agnatio (cognatio civilis): ausschließlich durch Männer und nur durch Zeugungen begründet, die ehelich legitimiert waren.

Die Grundlage der Agnation war die Patria Potestas („väterliche Gewalt“): Da nur Männer diese besitzen konnten, wurde sie auch nur durch Männer übertragen und vererbt. Agnaten waren also alle Personen, die unter derselben väterlichen Gewalt standen (oder gestanden hätten, wenn das sie verbindende Haupt noch gelebt hätte). Als Endglieder einer solchen Stammlinie konnten auch (unverheiratete und bruderlose) Frauen als Agnatinnen angesehen werden – allerdings konnten sie durch ihre Nachkommen die Agnation nicht fortsetzen, weil ihr Ehemann die Kinder als die Seinen beansprucht hätte, sie hätten seinen Familiennamen getragen, nicht den der Mutter. Ein berühmtes Beispiel für das Erlöschen einer agnatischen Linie liefert Julia (* um 80–54 v. Chr.), die Tochter des Gaius Iulius Caesar, die ohne Nachkommen starb und damit Caesars Stammlinie beendete. Eine Agnation konnte allerdings auch auf künstliche Weise fortgeführt werden, durch eine Adoption.
Mitte des 6. Jahrhunderts erließ der römische Kaiser Justinian seine Novelle Nr. 118, auf der das Intestaterbrecht des gemeinen Rechts beruht (gesetzliche Erbfolge bei Fehlen eines Testaments oder Erbvertrags). Darin wurde der Unterschied zwischen Agnaten und Cognaten fast vollständig aufgehoben, indem das Intestat-Erbfolgerecht der Verwandten ausschließlich an das Verhältnis der Blutsverwandtschaft geknüpft wurde.